# Samhain
Samhaim ou Samaim (em irlandês Samhain, gaélico escocês Samhuinn, manês Sauin e em gaulês Samonios) era o festival em que se comemora a passagem do ano dos celtas. Marca o fim do ano velho e o começo do ano novo. O Samhain inicia o inverno, uma das duas estações do ano dos celtas. O início da outra estação, o verão, é celebrado no festival de Beltane. Este festival, Samhain, é chamado de Samonios na Gália. Segundo alguns autores, grande parte da tradição do Halloween, do Dia de Todos-os-Santos e do Dia dos Fiéis Defuntos pode ser associada ao Samhaim. O Samhaim é a época em que acredita-se que as almas dos mortos retornam a suas casas para visitar os familiares, para buscar alimento e se aquecerem no fogo da lareira. Alguns autores acham que não existe nenhuma evidência que relacione o Samhain com o culto dos mortos e que esta crença se popularizou no século XIX. Segundo o relato das antigas sagas o Samhain era a época em que as tribos pagavam tributo se tivessem sido conquistadas por outro povo. Era também a época em que o Sídhe deixava antever o outro mundo.
O fé-fiada, o nevoeiro mágico que deixava as pessoas invisíveis, dispersava no Samhain e os elfos podiam ser vistos pelos humanos. A fronteira entre o Outro Mundo e o mundo real desaparecia. Uma das datas do calendário lunar celta de Coligny pode ser associada ao Samhain. No 17.º dia do mês lunar Samon, a referência *trinox Samoni sindiu é interpretada como a data da celebração do Samhain ou do solstício de Verão entre os Gauleses.

## Etimologia
A palavra Samhain significa fim de verão e deriva de duas palavras "samh",verão, e "fuin", fim. O mês de Novembro é chamado em Irlandês de "Mí na Samhain".

## Galiza e Países lusófonos

### Na Galiza e Portugal
O Samhain é uma festa  associada ao ciclo anual do sol que faz parte do Património Imaterial Galego-Português. A recuperação da tradição do Samhain envolve várias escolas que promovem atividades que por sua vez são inseridas na promoção da candidatura a Património Imaterial. Diversas povoações na Galiza começaram a recuperar as celebrações apoiadas pela recolha de testemunhos e documentos sobre as antigas tradições locais 
Provavelmente o Magusto é o herdeiro direto no território da velha Galécia do antigo Samhain, conservado ainda hoje com o seu ritual culinário específico no qual as castanhas são essenciais.

## Na cultura popular
- O Samhain é referenciado no livro A Árvore do Halloween do escritor norte-americano Ray Bradbury.